# Associazione Calcio Forlì 1977-1978
Questa voce raccoglie le informazioni riguardanti l'Associazione Calcio Forlì nelle competizioni ufficiali della stagione 1977-1978.

## Stagione
Dopo un decennio di militanza in Serie D il Forlì ritorna nel terzo livello del calcio nazionale, in Serie C: sulla panchina biancorossa Attilio Santarelli con l'obiettivo di conquistare un posto in Serie C1, quello che sarà il nuovo torneo a partire dalla stagione prossima, però per riuscirci si deve arrivare tra le prime dodici di questo girone B di Serie C. 
Prendendosi un punto a partita, con regolarità, 38 punti in 38 partite, ottenendo il nono posto in buona compagnia, il Forlì centra l'obiettivo stagionale. Sugli scudi due attaccanti, Pierluigi Angeloni con 12 reti, e Paolo Marchini che con i suoi dribbling irresistibili diventa l'idolo dei tifosi, che lo battezzano "il principe", che li ripaga con 10 reti.
Nella Coppa Italia di Serie C il Forlì prima del campionato vince il 13º girone di qualificazione superando nei derby romagnoli Riccione e Cattolica, poi nei doppi turni ad eliminazione nei Sedicesimi di finale elimina il Padova, fermandosi negli Ottavi di finale per mano dell'Udinese.

## Rosa
| N. |                   | Ruolo | Calciatore          |
| -- | ----------------- | ----- | ------------------- |
|    | Italia (bandiera) | A     | Pier Luigi Angeloni |
|    | Italia (bandiera) | C     | Arnaldo Bernardini  |
|    | Italia (bandiera) | P     | Roberto Brustenga   |
|    | Italia (bandiera) | P     | Roberto Busi        |
|    | Italia (bandiera) | C     | Giuseppe Cecchini   |
|    | Italia (bandiera) | A     | Loris Ghidoni       |
|    | Italia (bandiera) | C     | Moreno Grilli       |
|    | Italia (bandiera) | C     | Renato Luchitta     |
|    | Italia (bandiera) | C     | Paolo Marchini      |

| N. |                   | Ruolo | Calciatore       |
| -- | ----------------- | ----- | ---------------- |
|    | Italia (bandiera) | D     | Francesco Modica |
|    | Italia (bandiera) | A     | Michele Morra    |
|    | Italia (bandiera) | D     | Mauro Perazzini  |
|    | Italia (bandiera) | D     | Ebro Ravaglia    |
|    | Italia (bandiera) | C     | Antonio Sabato   |
|    | Italia (bandiera) | A     | Ivan Salvigni    |
|    | Italia (bandiera) | D     | Carmine Schiano  |
|    | Italia (bandiera) | C     | Emanuele Tolin   |
|    | Italia (bandiera) | D     | Arturo Vianello  |

## Risultati

### Serie C

#### Girone di andata
| Arbitro: | Casella (Voghera) |

|                            |           |                                |
| Menconi 11’ Battistini 16’ | Marcatori | 57’ (rig.) Grilli 81’ Marchini |

| Arbitro: | Magni (Bergamo) |

|              |           |             |
| Angeloni 52’ | Marcatori | 51’ Barbana |

| Teramo 25 settembre 1977 3ª giornata | Teramo            | 0 – 0 | Forlì | Vecchio Comunale\| Arbitro: \| Rinaldi (Caserta) \| |
| Arbitro:                             | Rinaldi (Caserta) |       |       |                                                     |

| Arbitro: | Parussini (Udine) |

|                             |           |  |
| Luteriani 36’ Allegrini 90’ | Marcatori |  |

| Arbitro: | F. Esposito (Torre Annunziata) |

|              |           |            |
| Cecchini 37’ | Marcatori | 50’ Ciulli |

| Arbitro: | Rufo (Roma) |

|                                 |           |                          |
| Biloni 6’ Zottoli 36’ Avino 54’ | Marcatori | 2’, 29’ Morra 17’ Grilli |

| Arbitro: | Angelelli (Terni) |

|                   |           |                   |
| Marchini 43’, 69’ | Marcatori | 8’, 83’ Pagliacci |

| Arbitro: | Filippi (Pavia) |

|                                     |           |  |
| Palazzese 69’ Chinellato 79’ (rig.) | Marcatori |  |

| Arbitro: | Mondoni (Milano) |

|  |           |            |
|  | Marcatori | 21’ Braida |

| Arbitro: | Governa (Alessandria) |

|                                |           |              |
| Gibellini 44’ Pezzato 46’, 66’ | Marcatori | 59’ Marchini |

| Arbitro: | Podavini (Brescia) |

|              |           |  |
| Marchini 40’ | Marcatori |  |

| Arbitro: | Zumbo (Reggio Calabria) |

|                   |           |            |
| Grilli 31’ (rig.) | Marcatori | 85’ Marini |

| Arbitro: | Savalli (Trapani) |

|              |           |  |
| Vitulano 86’ | Marcatori |  |

| Arbitro: | Canesi (Cremona) |

|                                       |           |  |
| Marchini 24’ Cecchini 52’ Schiano 85’ | Marcatori |  |

| Arbitro: | Faccenda (Salerno) |

|            |           |  |
| Nobile 67’ | Marcatori |  |

| Arbitro: | Lanzetti (Viterbo) |

|           |           |              |
| Zauli 17’ | Marcatori | 27’ Angeloni |

| Arbitro: | Paparesta (Bari) |

|                                     |           |             |
| Angeloni 22’ Morra 61’ Marchini 82’ | Marcatori | 48’ Bagatti |

| Arbitro: | Garzi (Palermo) |

|            |           |              |
| Jesari 63’ | Marcatori | 16’ Angeloni |

| Arbitro: | Ponzano (Alessandria) |

|                                                                       |           |  |
| Angeloni 7’ G. Niccolai 39’ (aut.) Marchini 67’, 86’ Morra 88’ (rig.) | Marcatori |  |

#### Girone di ritorno
| Arbitro: | Galbiati (Monza) |

|                 |           |             |
| Vita 77’ (aut.) | Marcatori | 10’ Zanella |

| Arbitro: | Casella (Voghera) |

|                    |           |  |
| Barbana 73’ (rig.) | Marcatori |  |

| Arbitro: | Corigliano (Crotone) |

|                                |           |  |
| Angeloni 39’ Grilli 89’ (rig.) | Marcatori |  |

| Arbitro: | Stillacci (Torino) |

|                            |           |  |
| Morra 5’ Grilli 24’ (rig.) | Marcatori |  |

| Arbitro: | Facchin (Udine) |

|            |           |                        |
| Ciulli 73’ | Marcatori | 66’, 70’, 83’ Angeloni |

| Forlì 5 marzo 1978 25ª giornata | Forlì                         | 0 – 0 | Prato | Stadio Tullo Morgagni\| Arbitro: \| L. Esposito (Torre del Greco) \| |
| Arbitro:                        | L. Esposito (Torre del Greco) |       |       |                                                                      |

| Arbitro: | Lussana (Bergamo) |

|  |           |                |
|  | Marcatori | 56’, 71’ Morra |

| Arbitro: | De Marchi (Novara) |

|                                                       |           |               |
| Angeloni 5’ Grilli 46’ (rig.) Luchitta 82’ Sabato 88’ | Marcatori | 21’ D'Ottavio |

| Arbitro: | Rufo (Roma) |

|                                     |           |           |
| Braida 36’, 73’ Redeghieri 58’, 75’ | Marcatori | 68’ Morra |

| Arbitro: | Paparesta (Bari) |

|  |           |             |
|  | Marcatori | 83’ Manfrin |

| Arbitro: | Agate (Torino) |

|             |           |  |
| Michesi 79’ | Marcatori |  |

| Arbitro: | Cornegliani (Milano) |

|            |           |  |
| Colusso 8’ | Marcatori |  |

| Arbitro: | Manfredini (Pavia) |

|                        |           |  |
| Angeloni 21’ Morra 86’ | Marcatori |  |

| Arbitro: | De Marchi (Novara) |

|                          |           |  |
| De Fraia 4’ Spinella 23’ | Marcatori |  |

| Arbitro: | Lombardo (Marsala) |

|              |           |  |
| Vianello 60’ | Marcatori |  |

| Arbitro: | Facchin (Udine) |

|              |           |  |
| Angeloni 45’ | Marcatori |  |

| Reggio Emilia 28 maggio 1978 36ª giornata | Reggiana          | 0 – 0 | Forlì | Stadio Mirabello\| Arbitro: \| Angelelli (Terni) \| |
| Arbitro:                                  | Angelelli (Terni) |       |       |                                                     |

| Forlì 4 giugno 1978 37ª giornata | Forlì                          | 0 – 0 | Siena | Stadio Tullo Morgagni\| Arbitro: \| F. Esposito (Torre Annunziata) \| |
| Arbitro:                         | F. Esposito (Torre Annunziata) |       |       |                                                                       |

| Arbitro: | Altobelli (Roma) |

|                                             |           |                                            |
| Ogno 35’ Ravaglia 47’ (aut.) Domenghini 83’ | Marcatori | 49’ (rig.) Grilli 63’ Schiano 67’ Marchini |

### Coppa Italia Semiprofessionisti

#### Fase eliminatoria a gironi
| 21 agosto 1977 1ª giornata |  | – Riposo |  |  |

| Arbitro: | Biaggi (Legnano) |

|  |           |           |
|  | Marcatori | 13’ Morra |

| Arbitro: | Buccini (Sulmona) |

|  |           |                          |
|  | Marcatori | 55’ Scingio 81’ Vianello |

| 31 agosto 1977 4ª giornata |  | – Riposo |  |  |

| Arbitro: | Canesi (Cremona) |

|                |           |  |
| Bernardini 50’ | Marcatori |  |

| Arbitro: | Baldini (Piacenza) |

|           |           |               |
| Morra 31’ | Marcatori | 32’ Luteriani |

#### Fase a eliminazione diretta
| Arbitro: | Cerofolini (Arezzo) |

|                                        |           |  |
| Ghidoni 44’, 70’ Schiano 47’ Morra 49’ | Marcatori |  |

| Padova 16 novembre 1977 Sedicesimi di finale - Ritorno | Padova           | 0 – 0 | Forlì | Stadio Silvio Appiani\| Arbitro: \| Da Pozzo (Monza) \| |
| Arbitro:                                               | Da Pozzo (Monza) |       |       |                                                         |

| Arbitro: | Podavini (Brescia) |

|                       |           |  |
| Boito 4’ Ulivieri 20’ | Marcatori |  |

| Arbitro: | Canesi (Cremona) |

|             |           |            |
| Schiano 72’ | Marcatori | 18’ Palese |